# Tama Lakes

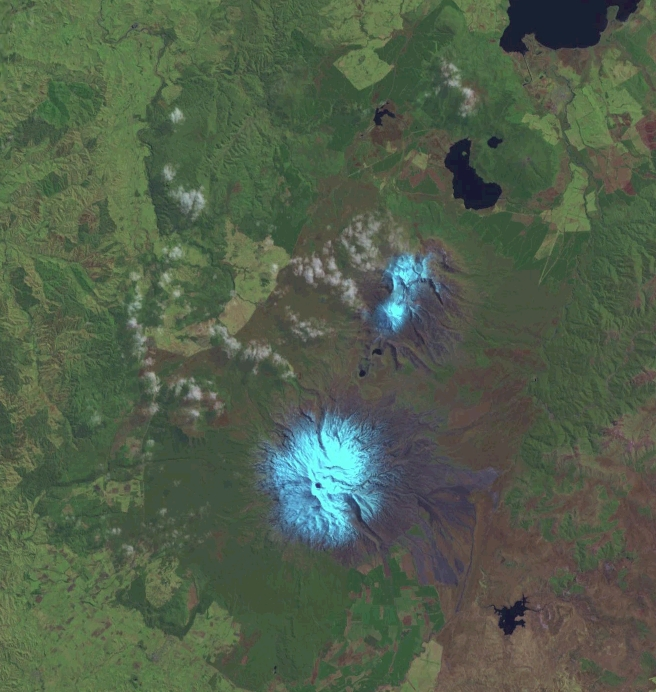
Die Tama Lakes zwischen Mount Ruapehu und dem Mount Ngauruhoe

Die Tama Lakes sind zwei Kraterseen (Upper Tama und Lower Tama) im Tongariro National Park auf der Nordinsel von in Neuseeland.

## Geographie
Die beiden Seen sind zwei mit Wasser gefüllte Explosionskrater einer Reihe von Kratern auf dem Tama-Sattel zwischen dem Mount Ruapehu und dem Mount Ngauruhoe. Administrativ zählt der Upper Tama zur Region Waikato und der Lower Tama zur Region Manawatū-Whanganui.